# Der Rote Kakadu
Der Rote Kakadu ist ein deutsches Liebesdrama aus dem Jahr 2006 unter der Regie von Dominik Graf, das die Geschichte eines jungen Mannes in der DDR zeigt. Der Film basiert auf den Erinnerungen und einem Drehbuch von Michael Klier und ist nach einer legendären Dresdner Tanzbar benannt, dem ersten „Jazzkeller“ der DDR.

## Handlung
Der junge Siggi ist ein begabter Zeichner und will Bühnenbild an der Theaterhochschule Leipzig studieren. Dazu kommt er im Frühjahr 1961 – vier Monate vor dem Mauerbau – nach Dresden, um am Staatstheater Dresden erste Erfahrungen zu sammeln. Er lebt dort bei seiner Tante Hedy, die ebenfalls am Staatstheater als Opernsängerin wirkt.
Er lernt die Lyrikerin Luise und ihren Ehemann Wolle kennen, die ihm vom angesagten Tanzlokal „Roter Kakadu“ erzählen. Dieses Lokal im Villenstadtteil Weißer Hirsch am Elbhang ist ein Treffpunkt für die vom Rock ’n’ Roll begeisterte Jugend Dresdens. Siggi gefällt es dort sehr. Er verkauft in West-Berlin einen Affen aus Meißener Porzellan von seiner Tante und sichert sich so finanziell ab.
Wolle wird von der Staatssicherheit verhaftet. Während er sich im Gefängnis befindet, lässt Siggi die Gedichte von Luise drucken. Sie ist zwar gerührt, als sie das Buch in der Hand hält, doch fürchtet sie um ihre Freiheit, wie auch um die von Siggi und Wolle. Tatsächlich werden alle drei verhaftet und vor Gericht gestellt. Siggi wird freigesprochen, obwohl er sich nicht hat instrumentalisieren lassen, doch soll er der Stasi als unfreiwilliger Informant über widrige Handlungen und Vergehen seiner Verwandten und Freunde dienen. 
Nach der Verurteilung von Wolle und Luise vermuten sie Verrat. Wolle versucht aus dem Gerichtsgebäude zu flüchten und wird angeschossen.
Kurze Zeit später wird mit dem Mauerbau begonnen. Nachdem Siggi Luise von seiner Unschuld überzeugt hat, will er mit ihr in den Westen flüchten. Siggi macht sich sofort auf den Weg. Luise will ihm später folgen, sobald sie Wolle rausholt; jedoch kommt sie nicht mehr.

## Hintergrund

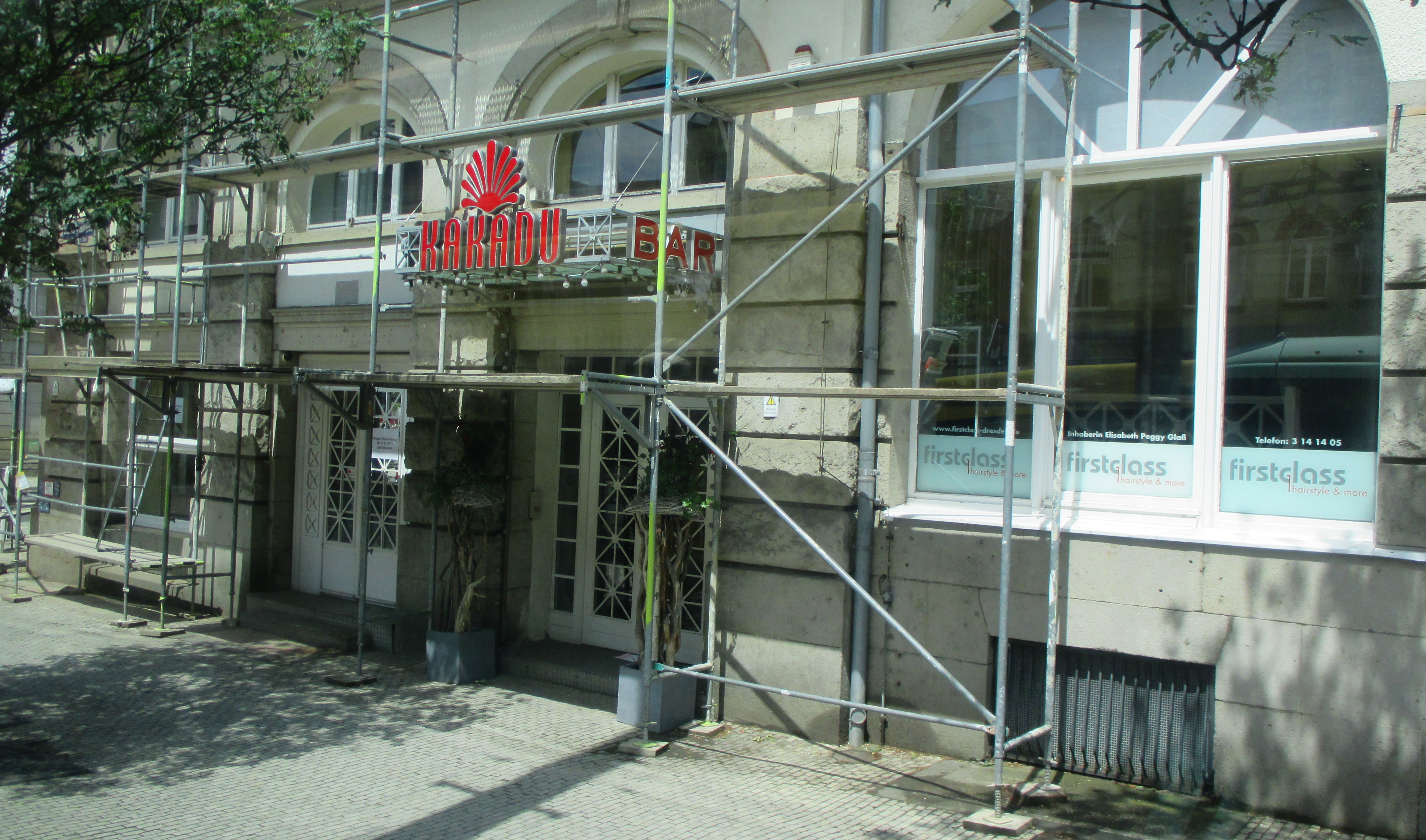
Der Rote Kakadu, eine Tanzbar im Dresdner Stadtteil Weißer Hirsch

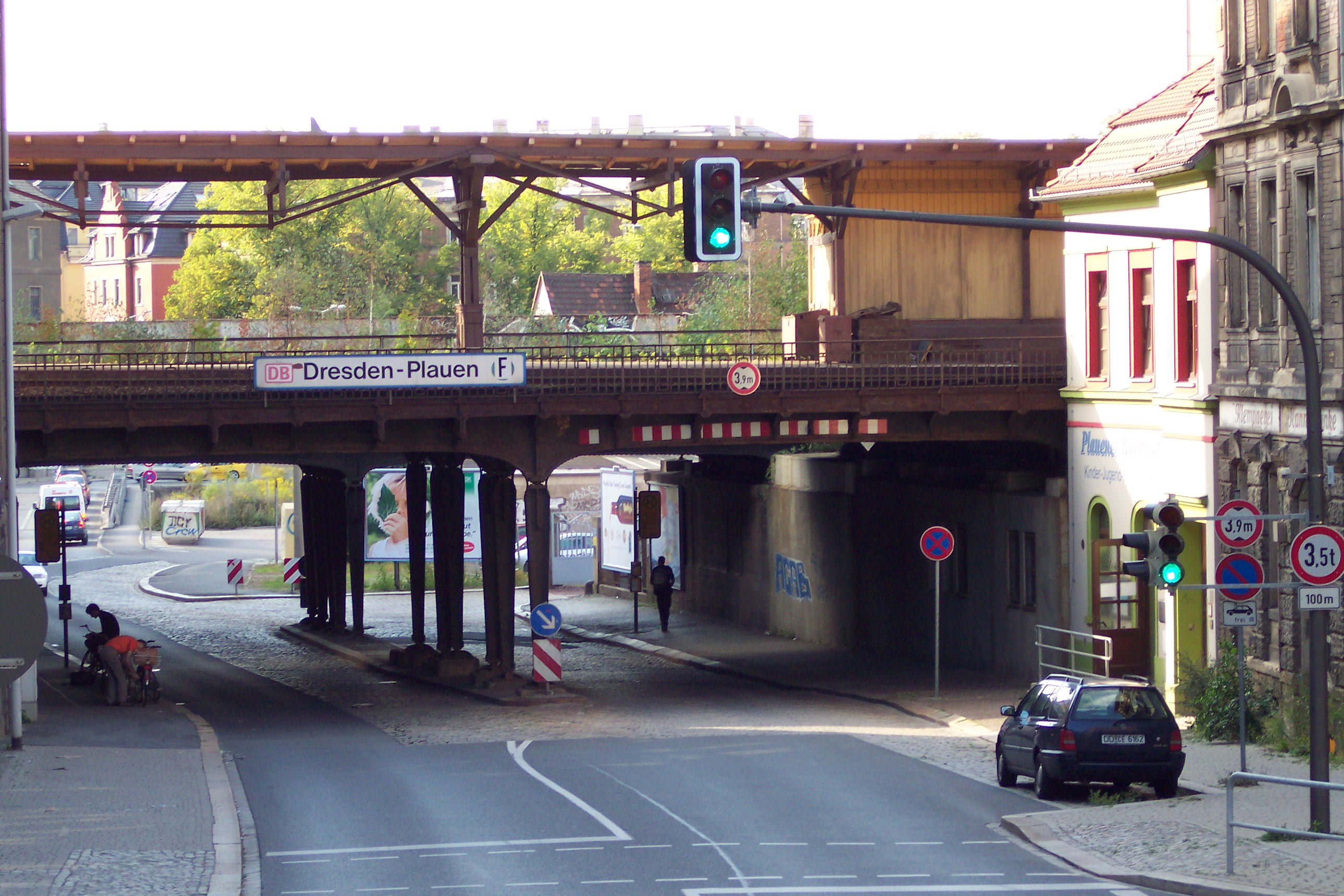
Der Bahnhof in Dresden-Plauen

Der Film wurde hauptsächlich in Dresden gedreht. Dazu wurden für einige Tage das Blaue Wunder und einen Tag die Straße Altplauen am Bahnhof Plauen gesperrt. Dieser Bahnhof wurde zum Grenzübergang der DDR zum französischen Sektor umfunktioniert, der in dem Film neben dem Tanzlokal eine zentrale Rolle spielt.
Auch in Berlin wurde der Kurfürstendamm zwischen Olivaer und Adenauerplatz für acht Stunden beidseitig gesperrt. Für die Genehmigung mussten pro Tag 51,13 Euro bezahlt werden. Da auch Parkplätze bezahlt werden mussten, die an diesem Tag nicht belegt werden konnten, betrugen die Gesamtkosten 1.070 Euro. Weitere Szenen entstanden in der Kopenhagener Straße im Stadtteil Prenzlauer Berg.
Angesprochen auf die Bemerkung von Dominik Graf auf einer Dresdner Pressekonferenz im Luisenhof auf dem Weißen Hirsch, dass der Film absolut authentisch werden solle, äußerte sich Manfred Schulz, Schlagzeuger der Theo Schumann Combo, in einem Interview mit Ray van Zeschau im Dresdner Kulturmagazin zu dem Vorhaben, eine Rock-’n’-Roll-Band im Kakadu auftreten zu lassen, wie folgt: „Das ist ja totaler Quatsch, Käse, Schuss in’n Ofen, damals spielte keiner Rock’n’Roll und gleich gar nicht im ‚Roten Kakadu‘.“
Der Film wurde mit Mitteln der Filmförderung unterstützt: Mitteldeutsche Filmförderung (900.000 Euro), Medienboard Berlin-Brandenburg (800.000 Euro), Filmförderungsanstalt (500.000 Euro).

## Kritiken
„Aufwändig inszeniertes Ausstattungskino, das Fakten und Fiktion souverän zu einer detail- und episodenreichen Erzählung verbindet. Vor allem die nachvollziehbaren und überzeugend interpretierten Charaktere vermitteln etwas von der idealistischen Lebenshaltung in der kurzen Zeitspanne vor dem Mauerbau.“

„Dominik Graf macht politisches Kino, das sich nicht mit Parolen begnügt. Es gibt Momente, immer wieder, bei ihm, da scheint die Leinwand sich zu entzünden, das führt seinen Film weit über ähnliche Filme seit Good Bye, Lenin! hinaus.“

## Auszeichnungen
- Max Riemelt erhielt 2006 den Bayerischen Filmpreis für seine Rolle als Bester Nachwuchsdarsteller.
- Der Film erhielt 2006 beim 6. Internationalen Filmfestival Marrakesch den Golden Star Grand Prix.
- Dominik Graf erhielt 2007 auf dem Madrid Móstoles International Film Festival den Preis als Bester Regisseur[7]